# Piibe
Piibe (Duits: Piep) is een plaats in de Estlandse gemeente Väike-Maarja in de provincie Lääne-Virumaa. De plaats heeft 56 inwoners (2021) en heeft de status van dorp (Estisch: küla).
De plaats behoorde tot in 2017 bij de gemeente Rakke. In dat jaar werd Rakke bij de buurgemeente Väike-Maarja gevoegd.
Piibe ligt aan de rivier Põltsamaa.

## Geschiedenis

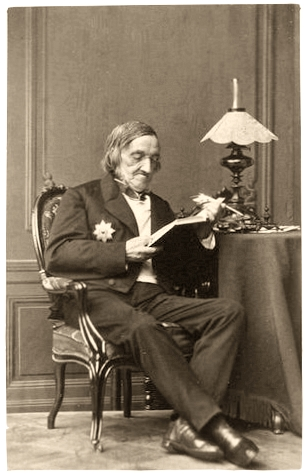
Karl Ernst von Baer in 1865

Piibe werd in 1281 voor het eerst vermeld onder de naam Pypen. De nederzetting behoorde tot de landerijen van het Cisterciënzer klooster Falkenau bij Kärkna. In 1663 werd een landgoed Piibe afgesplitst van het landgoed van Liigvalla (Duits: Löwenwolde). De nederzetting Piibe verdween, maar in 1920 ontstond op het grondgebied van het voormalige landgoed een nieuwe nederzetting Piibe, die in 1977 de status van dorp kreeg.
Het landgoed behoorde oorspronkelijk toe aan de familie von Stackelberg. Vanaf 1750 tot de onteigening door het onafhankelijk geworden Estland in 1919 was het in handen van de familie von Baer. In 1792 werd op het landgoed de latere bioloog en embryoloog Karl Ernst von Baer geboren. Tussen 1834 en 1866 was hij de eigenaar van het landgoed.
Een belangrijke route tussen Tallinn en Tartu liep langs Piibe en werd de Piepsche Landstraße (Estisch: Piibe maantee) genoemd. Sinds de jaren negentig heet deze weg Tugimaantee 39.
Van het landhuis van het landgoed zijn enkele bijgebouwen en het park bewaard gebleven. Het houten landhuis zelf is in de jaren twintig van de 20e eeuw afgebroken; het hout is gebruikt als bouwmateraal voor andere huizen. In het park staat sinds 1960 een gedenksteen voor Karl Ernst von Baer.

## Geboren in Piibe
- Karl Ernst von Baer (1792-1876), Duits-Baltisch bioloog